# برايان سميث (كاتب)
برايان سميث (بالإنجليزية: Brian Smith)‏ هو صحفي ومصور وكاتب أمريكي، ولد في 16 يوليو 1959 في أيمز في الولايات المتحدة.